# Dorothy L. Sayers
Dorothy Leigh Sayers (født 13. juni 1893 i Oxford, død 17. december 1957 i Witham) var en forfatter, essayist og en af de første kvindelige MA i middelalderlitteratur ved Somerville College (Oxford).
Sayers blev født midt i Oxford i en gejstlig familie og var særdeles fremmelig: hun lærte latin og fransk som syvårig. Hun vandt en plads på kvindekollegiet Somerville i Oxford i 1912 og udgav i 1916 digtsamlingen "Op. I" . Hun fik førstekarakter i moderne sprog på kollegiet, men kunne først komme på selve universitetet et par år efter, da det blev åbnet for kvinder. Hun var meget frisindet; hun gik i bukser og havde et barn uden for ægteskab og søgte at gøre karriere på trods af sit køn. Hun deltog i kønsdebatten blandt andet med essayet "Er kvinder mennesker?".
Hun skrev primært detektivromaner og -noveller af økonomiske grunde, men de var af forbavsende høj litterær kvalitet (se for eksempel afsnittet om klokkernes "hævn" i De ni Klokkeslag). Hendes bedst kendte detektiv er Lord Peter Wimsey. Sayers grundlagde sammen med G.K. Chesterton, Agatha Christie og Ronald Knox "The Detection Club" i 1929. Hun skrev adskillige religøse tekster som skuespil og var ven både med T.S. Eliot og C.S. Lewis.
Hun hævdede selv, at hendes mest betydningsfulde værk var oversættelse og kommentarer af middelaldertekster som Rolandskvadet og Den guddommelige Komedie, i hvilket hun trak stærkt på C.S. Lewis' og Charles Williams' teorier. Hun var blandt de første til at genopdage de humoristiske elementer i Dantes Komedie.